# Neoribates barbatus
Neoribates barbatus är en kvalsterart som beskrevs av Hammer 1968. Neoribates barbatus ingår i släktet Neoribates och familjen Parakalummidae. Inga underarter finns listade i Catalogue of Life.